# Гексакарбонил хрома
Гексакарбонил хрома — неорганическое соединение, карбонильный комплекс хрома состава Сr(CO)6. Бесцветные кристаллы, не растворяется в воде, медленно разлагается на свету.

## Получение
- Восстановление раствора хлорида хрома(III) в бензоле алюминием в атмосфере монооксида углерода:

{\displaystyle {\mathsf {CrCl_{3}+6CO+Al\ {\xrightarrow {140^{o}C,p}}\ Cr(CO)_{6}\downarrow +AlCl_{3}}}}

## Физические свойства
Гексакарбонил хрома образует диамагнитные бесцветные (белые) кристаллы ромбической сингонии, пространственная группа P nma, параметры ячейки a = 1,1769 нм, b = 1,1092 нм, c = 0,6332 нм, Z = 4.
Не растворяется в воде и метаноле, слабо растворяется в этаноле, бензоле, диэтиловом эфире.
Растворяется в тетрахлорметане, хлороформе.
Медленно разлагается на свету. Быстро разлагается при температурах 130-150°С и разлагается со взрывом при 210°С.
Плавится при ≈150°С в запаянной трубке.

## Химические свойства
- Разлагается при нагревании:

{\displaystyle {\mathsf {Cr(CO)_{6}\ {\xrightarrow {120-200^{o}C}}\ Cr+6CO}}}
- Окисляется концентрированной азотной кислотой:

{\displaystyle {\mathsf {Cr(CO)_{6}+18HNO_{3}\ {\xrightarrow {}}\ Cr(NO_{3})_{3}+15NO_{2}\uparrow +6CO_{2}\uparrow +9H_{2}O}}}
- Окисляется кислородом:

{\displaystyle {\mathsf {4Cr(CO)_{6}+15O_{2}\ {\xrightarrow {300^{o}C}}\ 2Cr_{2}O_{3}+24CO_{2}}}}
- Медленно реагирует с хлором:

{\displaystyle {\mathsf {2Cr(CO)_{6}+3Cl_{2}\ {\xrightarrow {\tau }}\ 2CrCl_{3}+12CO\uparrow }}}
- Реагирует с металлическим натрием в жидком аммиаке с образованием пентакарбонилхромата натрия:

{\displaystyle {\mathsf {Cr(CO)_{6}+2Na\ {\xrightarrow {-40^{o}C}}\ Na_{2}[Cr(CO)_{5}]+CO\uparrow }}}
- Реагирует с растворами щелочей:

{\displaystyle {\mathsf {Cr(CO)_{6}+KOH\ {\xrightarrow {}}\ K[Cr(CO)_{5}H]+CO_{2}\uparrow }}}

## Применение
- Для получения хромовых покрытий.
- В качестве катализатора.